# 대한민국의 비디오 게임 산업
이 문서는 대한민국의 게임에 대해서 서술한다.
한국에서는 비디오 게임이 주요 사회 활동으로 여겨지며, 대부분의 게임이 협력적이거나 경쟁적이다. 현지에서 개발된 롤플레잉 게임, 1인칭 슈팅 게임, MMORPG 및 모바일 게임은 한국에서 매우 인기가 많다.
한국은 창조산업(즉, 온라인 게임)의 발전을 통해 아시아에서 강력한 경제를 발전시켰다. 뉴욕 타임스의 문화 작가 세스 시즐은 "게임에 관한 한, 한국은 선진 시장이다. 전 세계적으로 게임을 보면, 한국은 여러 면에서 선도적인 역할을 하고 있다"라고 언급했다. 한국콘텐츠진흥원이 제공한 통계에 따르면, 이 산업은 2008년 이후 매출이 평균 14.9% 성장했다고 한다.이 통계는 특히 젊은 층 사이에서 온라인 게임에 대한 관심이 증가하고 있음을 반영할 수 있다. 온라인 게임의 증가 추세를 정확히 나타내는 시기를 명확히 지정하기는 어렵지만, 게임이 단순한 여가 활동 이상의 것이 되었다는 것은 분명하다.
한국은 비디오 게임 인프라의 우수성으로 잘 알려져 있으며, e스포츠 장면에서의 지배력을 자랑한다. 세계 최고의 비디오 게임 선수와 코치들 중 많은 이들이 한국에서 훈련받았거나 유래했으며, 수많은 비디오 게임의 프로 리그와 토너먼트는 종종 "가장 권위 있고 경쟁적인" 것으로 평가받는다.

## 역사

### 1980년~1990년
1975년 1월, 라벨이 붙은 퐁머신 컴퓨터 TV 3대가 서울 미도파 백화점에 설치되었다. 신문은 이를 "TV 게임"이라고 설명하며 삼성과 골드스타(현 LG)와 같은 대기업들이 새로운 기계를 생산하고 있었는데, 대부분이 퐁 클론이라고 말했다.
1970년대 말까지 "전자 오락실"은 보수적인 부모, 언론 및 정권의 격렬한 반대에도 불구하고 빠르게 전국으로 퍼졌다.1980년까지 정부 승인을 받은 오락실은 43개에 불과했고, 수백 개가 불법적으로 문을 열었다. 한국 비디오 게임 산업은 일본과 미국에서 기계를 얻으면서 대부분 수입 시장으로 시작되었다. 현지화된 형태가 없었기 때문에 오락실 제조업체들은 한글로 이름을 넣었고, "동키콩"이 "킹콩"이 되는 등 이름을 일부 변경했다. 결국 한국 기업들은 자신들만의 오락실 게임을 개발하기 시작했다.
한국 기업이 개발한 최초의 오락실 게임 중 하나는 1987년 선아에 의해 출시된 고인돌이다. 또한 샤프 이미지 전자가 북미 유통을 위해 라이선스를 부여하면서 한국 외에서 출시된 최초의 오락실이기도 했다.샤프 이미지는 선아와 필코로부터 북미 출시를 위한 다른 3개의 오락실 게임을 라이선스했고, 가네코의 에어 버스터도 북미 출시를 허가했다. 2001년 게임비전이라는 회사가 익스포타토, 안다미로, 세미컴, 엑설런트 소프트 디자인으로부터 6개의 오락실 게임을 북미 출시를 허가했다. 게임비전은 또한 테이크투 인터랙티브가 출시한 탕탕의 게임보이 어드밴스 포트를 개발했다.
1970년대 후반 한국에서 가정용 컴퓨터는 사치품이었고소프트웨어 프로그래밍은 KIST와 같은 기관의 영역이었다. 1983년, 일본과 미국 모델을 복제한 국내 컴퓨터는 컴퓨터 잡지뿐만 아니라 유통되기 시작했다. 같은 해 3월, 삼성과 같은 회사들은 컴퓨터에 능숙한 세대를 기르기 위해 학교에 컴퓨터를 제공하기 시작했다. 같은 회사들은 소프트웨어 대회를 주최하지만, 게임을 개발하는 대회에서 우승한 대부분의 프로그래머들은 그들의 지식을 더 진지한 소프트웨어나 작업에 사용하는 것을 선호했다. 1984년, 컴퓨터 모델은 더욱 표준화되었고, 거의 모든 새로운 모델은 MSX나 애플 II 표준을 기반으로 한다. 이것은 컴퓨터 프로그램에 대한 저작권법이 없었기 때문에 외국 게임을 가져오고 복사하는 것을 더 쉽게 만들었다.
1985년 12월, 대우는 MSX 기반 비디오 게임 콘솔인 Zemmix를 출시했다.수입 게임과 부트 레그드 게임의 수가 많았기 때문에 국내 게임 하드웨어로는 처음으로 성공을 거두었다. 이 때문에, 1987년 7월 컴퓨터 프로그램의 저작권을 보호하는 법이 제정되기 전까지 국내 게임 개발은 필요하지 않은 것으로 여겨졌다. 이로 인해 게임을 제작하고 출판하려는 의도로 소기업이 생겨났다. 국내 최초의 본격적인 컴퓨터 게임은 1987년 애플 II 컴퓨터 플랫폼용으로 출시된 검의 전설로도 알려진 신검의전설이었다. 이 게임은 남인환이 프로그래밍하고 아포만이 배급했으며, 주로 울티마 시리즈의 영향을 받았다.
게임을 무단 복제한 대부분의 상점들은 게임을 Zemmix에 이식하기 시작했는데, 가장 대표적인 출판사는 Jemina인데, 이 회사는 국내 타이틀인 Mario Brother Adventure를 출판한 최초의 회사이다. 그러나 저작권법은 코드 자체만을 포함하여 외국 게임의 비디오 게임 각색을 허용했다. 일본 회사 그룹(타이토, 코나미, 캡콤 포함)은 해태와 영토이즈를 상대로 법정 소송을 제기했지만, 문제의 게임이 법 제정 이전에 출시되었기 때문에 아무 것도 이기지 못했다. 한국 게임의 대부분은 "미키 소프트의 꼬에도리"와 "뉴 에이지 팀의 전설적인 밤"과 같은 독립적인 팀에서 만들어졌다. 한국 회사인 토피아는 1989년에 MS-DOS용 액션 롤플레잉 게임을 제작하기 시작한 최초의 회사 중 하나였으며, 그 중 하나는 풍류 협객이었다. 그것은 고대 중국을 배경으로 한 IBM PC 호환용으로 출판된 최초의 한국 타이틀이었다.
세가와 닌텐도와 같은 외국 회사들은 시장 진출에 어려움을 겪었기 때문에 그들의 콘솔을 한국 회사들에 라이선스했다. 삼성은 1989년 4월에 "삼성 갬*보이"로 출시된 세가의 마스터 시스템을 가져갔다. 대부분의 게임은 원래 언어로 한국에 출시되었고, 판타지 스타는 한글로 완전히 번역된 첫 번째 게임이었다. 1년 후, 메가 드라이브는 "슈퍼 갬*보이"라는 이름과 함께 출시되었고, 1992년에 모든 삼성 콘솔의 이름이 "알라딘 보이"로 바뀌었다. 삼성은 또한 "우주 거북선"이라는 촬영물인 자체 게임을 제작했다. 현대는 컴보이라는 이름의 NES를 출시하는 책임을 맡았다. 그러나, 그것은 번역된 게임이 없었다.
필요한 소프트웨어가 가정용 컴퓨터만큼 이용 가능하지 않았기 때문에 이러한 시스템의 개발은 더디게 시작되었다. 대부분의 침해 회사들은 유사한 아키텍처 때문에 단순히 MSX 게임을 Gam*Boy로 전환하는 방법을 찾았다. Jaem Jaem Club 레이블이 있는 Daou Infosys와 Open Production이라는 두 회사는 Gam*Boy 콘솔을 위한 국내 게임의 꾸준한 흐름을 책임지고 있다. Daou는 MSX용으로 출시된 게임이 있는 TV 애니메이션 시리즈 Agi Gongny Dooly의 라이선스 게임으로 유명했다. 반면에 대부분이 다른 유명 게임과 비슷한 플랫폼 업체였지만 완전히 독창적인 스프라이트, 수준 및 게임 방식을 가지고 있기 때문에 Open Production은 주로 오리지널 게임을 담당했다. 세 개의 Open Production 게임은 호주에서 출시되었지만 마스터 시스템이 한국에서 이미 사망한 1995년에만 출시되었다.
1990년이 되자, 한국에서 개발된 게임에 대한 흥미가 떨어졌다. 기술, 예산, 그리고 인력의 부족이 국내 개발자들로 하여금 일본과 미국으로부터 수입된 게임들과 경쟁하는 것을 어렵게 만들었다. 하지만, PC 게임은 성장하기 시작했다.1992년까지 PC용 게임의 대부분은 전통적인 보드 게임이나 카드 게임의 포트 또는 각색이었다. 컴퓨터가 색의 그래픽을 보여줄 수 있게 되자, 그 산업은 국제 시장에서 콘솔과 경쟁할 수 있는 게임들을 생산하기 시작했다. 대기업들이 게임 개발에 투자하기 시작했고, Goldstar는 1993년 3월 8일 게임 개발자들을 위한 교육 기관을 열었다. 게임들의 한국어 현지화도 더 빈번해졌다.

### 2000년~2009년
2001년 11월 11일, 한국 회사 그라비티 코퍼레이션이 제작한 스프라이트 기반의 라그나로크 온라인이 출시되었다. 많은 서양 플레이어들에게는 알려지지 않았지만, 이 게임은 리니지처럼 아시아를 강타했다. 이 숫자는 (활성 가입자가 아닌) 다수의 등록된 사용자를 기준으로 하지만, 퍼블리셔는 이 게임의 구독자 수가 2,500만 명을 넘었다고 주장했다. 2002년에는 또 다른 스프라이트 기반 타이틀인 메이플스토리도 출시되었는데, 메이플스토리는 매달 요금을 부과하는 대신 게임 내 "향상된 기능"을 판매하여 수익을 창출했다.메이플스토리가 자체적으로 시장을 소개하지 않았다면, 무료로 플레이할 수 있는 MMORPG(많은 버전에서 엄청난 수의 등록된 계정 생성)의 새로운 시장에서 주요 플레이어가 될 것이다.
2003년 10월, 리니지2(엔씨소프트의 리니지 후속편)는 아시아 전역에서 큰 성공을 거둔 최신 MMORPG가 되었다. 리니지2는 2003년 한국 게임 시상식에서 대통령상을 받았다.리니지2는 서구에서 게임의 인기가 급증하자 2005년 상반기 기준 전 세계적으로 225만 명 이상의 가입자를 기록했으며, 일본, 중국, 북미, 대만 및 유럽에 서버를 두고 있다. 리니지2에 포함된 모든 목표는 원작 신화를 설계하는 작업 이후 구체화되기 시작했다.

#### 2009년~모바일 플랫폼
아이폰이 출시된 후 앵그리버드와 같은 게임들이 시장에 출시되며 성공을 과시했다. 그렇게 국내에서는 주요 게임사인 컴투스와 게임빌이 2009년부터 새로운 게임인 홈런배틀 3D와 제노니아를 출시하기 시작했다.
2012년 카카오는 카카오 게임즈라는 새로운 서비스를 출시했고 그들은 첫 번째 게임인 애니팡을 출시했는데, 카카오와 개발자 선데이토즈 모두 크게 성공했다. 카카오 게임즈 출시 이후, 넥슨, 넷마블, 그리고 다른 많은 마이너 게임 개발자들과 같은 주요 비디오 게임 회사들은 모바일 플랫폼에 관심을 기울이기 시작했다.
2016년 넷마블은 리니지의 IP를 활용한 신작 MMORPG 게임 리니지2 레볼루션을 출시했다. 이 게임은 한 달 만에 ₩ 2억 650만 달러의 수익을 올렸고, 리니지, 검은사막 온라인, 테라 온라인 등 인기 온라인 게임을 기반으로 한 모바일 게임을 만드는 것이 트렌드로 자리 잡았다.
최근 한국에서 게이머들은 한국의 비디오 게임 산업이 암흑 시대에 접어들었다고 말하며 비관적인 전망을 내놓고 있다. 많은 회사들이 여전히 주로 모바일 게임을 만들고 있으며 실제 게임 플레이보다 광고에 더 집중하고 있다

## 온라인 게임
2000년대 이후 대한민국은 일인용 게임 보다 다중 사용자 게임이 이용자들이 늘어나면서 대부분의 게임 제작사들이 온라인 게임만을 집중적으로 제작하고 있다.

## e스포츠
한국은 최고의 선수들이 대회에서 큰 상금을 받고 매일 상당한 시간을 연습하는 등 프로 게임이 국내에서 매우 많은 추종자를 보유하고 있다는 사실로 잘 알려져 있다.
수백만 명의 사람들이 e스포츠 전용 채널 세 곳 중 한 곳에서 생방송으로 시청하거나 결과를 보기 위해 채널을 맞추고 있다. 한국에서 프로게임과 e스포츠 대회는 약 1천만 명의 정규 시청자를 보유한 전국적인 과거의 대회로 여겨진다. 또한 전국적으로 조직된 리그가 있으며, 이 리그는 많은 자금을 지원받고 게이머들이 대회에 참가할 수 있도록 훈련시킨다
많은 한국인들은 프로게이밍 강국으로서 한국의 높은 지위에 자부심을 느낀다. 이것의 결과는 점점 더 많은 기술 회사들이 e스포츠 스타들에 투자하고 후원하는 수익성을 보고 있다는 사실에서 나타난다. 회사들은 잠재적인 게이머들의 지도가 재정적으로 그리고 사회적으로 유리하기 때문에 자금을 조달하기 시작했다. HTC와 같은 주요 기술 회사들과 한국의 가장 큰 회사들 중 세 곳 - 삼성, 한국 통신, 그리고 SK 텔레콤이 몇 가지 예이다. 한국 정부는 또한 2005년에 지어진 세계 최초의 e스포츠 경기장에 자금을 지원함으로써 e스포츠와 프로게이밍에 투자할 가능성을 발견했다.게다가, 한국 정부는 한국 e스포츠 협회 (KeSpa)라고 알려진 e스포츠 관리에만 초점을 맞춘 부서를 가지고 있다.
대한민국 전역에서 프로게이머들은 유명인사처럼 숭배되고 대우를 받는다.성공한 프로게이머나 e스포츠 스타들이 6자리 수 이상의 계약을 맺는 것은 전례가 없다. 그리고 이 스타들이 비디오 게임에서 빛을 발한다는 스포트라이트는 한국 경제에 도움이 된다. 비디오 게임 산업은 한국 GDP의 상당한 부분을 차지한다.  게임 시장은 한국의 비공식 경제를 자극하는 불법 도박과 베팅으로 거래되는 수백만 달러와 함께 매년 약 50억 달러를 끌어들이는 것으로 추정된다.
한국에서 e스포츠의 큰 인기로 인해 월드 사이버 게임은 2000년에 만들어졌다.  대한민국의 문화관광부, 정보통신부, 삼성, 그리고 마이크로소프트가 최초의 후원사이다. WCG는 "온라인 게임 세계의 올림픽"으로 여겨진다.  그 게임들은 전세계의 약 500명의 프로게이머들을 20만 달러에서 50만 달러의 상금으로 경쟁으로 끌어 모았다.

## 심의
대한민국의 게임 심의는 게임물관리위원회에서 담당하고 있다. 게임물은 이전에 한국영상물관리위원회에 의해 등급이 매겨졌지만, 사업자들이 법적 한계를 넘어 수익을 늘리기 위해 게임을 해킹한 후 바다이야기로 알려진 비디오 슬롯머신을 시장에 내놓기 위해 한국영상물관리위원회가 뇌물을 받았다는 스캔들이 있은 후 2006년에 별도의 위원회가 설립되었다.

## PC방
PC방은 컴퓨터 및 인터넷을 일정 요금 당 시간제로 사용자에게 제공해주는 업소이다. PC방은 일종의 여가 시설로 여겨지고 있으며 많은 청소년들이 이곳에서 여가 생활을 한다고 한다. 최근에는 PC방이 첨단화 되면서 가맹점, 정액제 등 이용자들에게 특별한 서비스를 제공하기도 한다.
한 시간 이용 요금은 대략 1000원에서 1500원사이이며, 2024년 기준으로 가장 일반적인 요금은 시간당 2000원이다. 한국에서 1인당 컴퓨터와 초고속 인터넷 접근률이 매우 높음에도 불구하고, PC방은 여전히 인기가 많다. 이는 PC방이 게이머들, 특히 학교에 다니는 학생 게이머들이 친구들과 함께 게임을 할 수 있는 사회적 만남의 장소를 제공하기 때문이다. 더불어, PC방의 컴퓨터 하드웨어가 플레이어들이 집에서 사용하는 시스템보다 더 강력할 수 있다. 대부분의 PC방은 플레이어들이 게임을 하면서 먹고, 마시고, 흡연할 수 있도록 허용하며, 흡연 구역과 비흡연 구역이 구분되어 있다. PC방에서는 라면, 캔 커피, 탄산음료, 기타 간식 등을 판매하는 것이 일반적이다.
PC방은 1998년 PC 게임 스타크래프트 출시 이후 인기를 얻게 되었다. PC방은 모든 연령과 성별이 이용하지만, 주로 10대와 20대 남성 게이머들에게 가장 인기가 많다.
많은 인기 있는 한국 멀티플레이어 게임은 플레이어들이 PC방에서 게임을 하도록 장려하는 인센티브를 제공한다. 예를 들어, 넥슨 게임 카트라이더와 BnB는 PC방에서 접속할 때 게임의 가상 화폐인 "루찌" 보너스를 제공하고, 인기 있는 리그 오브 레전드는 모든 캐릭터 제공 및 각 매치에서 추가 게임 화폐를 제공한다.

## 같이 보기
- 셧다운제
- 한국의 비디오게임

1. ↑  박순. “VentureBeat, 한국에서 모바일 게임이 인기있는 이유 분석”.
2. ↑  Flew, Terry (2012). The Creative Industries Culture and Policy. SAGE.
3. ↑  “2023년 국내외 게임산업 동향”. 《한국콘텐츠진흥원》.
4. ↑  “South Korea affirms esports dominance at BlizzCon”.
5. ↑  "Dong-a Ilbo, page 7". Naver. Archived from the original on August 10, 2019. Retrieved February 12, 2014.
6. 1 2 3 4 5  Derboo. "Part 1: First steps and emancipation (1976-1993)". Hardcoregaming101. Archived from the original on May 24, 2022. Retrieved February 12, 2014.
7. ↑  "Hardcore Gaming 101: A History of Korean Gaming". www.hardcoregaming101.net. Archived from the original on September 4, 2019. Retrieved August 20, 2019.
8. ↑  김형원 (2016년 3월 29일). “닌텐도DS 나오기까지…추억 속 휴대용 게임기들”.
9. ↑  “컴퓨터의 보급과 인터넷 시대의 도래”. 《우리역사넷》.
10. ↑  주범수. “삼성PC 국내보급 1000만대 돌파”.
11. 1 2  Derboo. "Part 1: First steps and emancipation (1976-1993)". Hardcoregaming101. Archived from the original on May 24, 2022. Retrieved February 12, 2014.
12. ↑  김미희. “37년 만의 부활, 재믹스 슈퍼가 미니 게임기로 나온다”.
13. ↑  “국산 게임 흥망성쇠 외전, (1화) 한국 최초의 게임”. 2021년 2월 23일.
14. ↑  류종화. “[90년대 게임광고] 천만 돌파 알라딘, 게임도 명작이었죠”.
15. ↑  “[게임으로 보는 PC의 역사 3] 80년~90년대의 게임변천사”. 2006년 5월 6일.
16. ↑  Global Playground GRAVITY Archived May 27, 2014, at the Wayback Machine
17. ↑  Michael Kanellos (2004), "Gaming their Way to Growth," CNET News
18. ↑  도란 (2023년 5월 30일). “넥슨 비즈니스모델, 넥슨은 어떻게 돈을 버나요?”. 너에 확인함.
19. ↑  소, 성렬. “<리니지2>, 2003 대한민국 게임 대상 대통령상”.
20. ↑  “세계에서 가장 성공한 모바일 게임 ‘앵그리버드(Angry Birds)’ 유럽 올스타 파이널전 #1”. 삼성뉴스.
21. ↑  “네이버가 파헤친 네이버 성공비결”.
22. ↑  한, 진주 (2017년 11월 28일). “리니지2레볼루션, 단일 게임 매출 1조 기록 썼다”.
23. ↑  Veale, Jennifer (May 14, 2007). "Where Playing Video Games Is a Life". TIME. Archived from the original on May 17, 2007. Retrieved May 9,
24. ↑  South Korea Computer Gaming Culture". About.com Education. Archived from the original on February 18, 2016. Retrieved February 23, 2016.
25. ↑  Mozur, Paul (October 19, 2014). "For South Korea, E-Sports Is National Pastime". The New York Times. ISSN 0362-4331. Archived from the original on April 29, 2016. Retrieved February 23, 2016.
26. ↑  Mozur, Paul (October 19, 2014). "For South Korea, E-Sports Is National Pastime". The New York Times. ISSN 0362-4331. Archived from the original on April 29, 2016. Retrieved February 23, 2016
27. ↑  "The surprising esports culture of Korea | LoL Esports". 2015.na.lolesports.com. Archived from the original on February 10, 2016. Retrieved February 23, 2016.
28. ↑  "Pro gamer describes the difference between playing in the US and Korea — the mecca of video games". Business Insider. Archived from the original on March 23, 2016. Retrieved February 23, 2016.
29. ↑  "USATODAY.com - Video game addicts concern South Korean government". usatoday30.usatoday.com. Archived from the original on March 5, 2016. Retrieved February 23, 2016.
30. ↑  The surprising esports culture of Korea | LoL Esports". 2015.na.lolesports.com. Archived from the original on February 10, 2016. Retrieved February 23, 2016.
31. ↑  "South Korea Computer Gaming Culture". About.com Education. Archived from the original on February 18, 2016. Retrieved February 23, 2016
32. ↑  "South Korea Computer Gaming Culture". About.com Education. Archived from the original on February 18, 2016. Retrieved February 23, 2016
33. ↑  "What is "Sea Story Incident"? The story of the day 14 years ago". www.gameinsight.co.kr (in Korean). June 10, 2020. Archived from the original on November 21, 2022. Retrieved November 21, 2022
34. ↑  김유리 (2015년 8월 24일). “[탐방] 섬세한 서비스가 강점, 샹떼PC방”.
35. ↑  “[겜문학개론] 어떻게 한국 PC방은 세계 1위가 됐나”. 2020년 8월 25일.
36. ↑  홍진욱 (2018년 7월 30일). “고성능 PC부터 먹거리까지 'EFC PC방' 성공 비결은?”.
37. ↑  “`PC Bang’ Emerges as New Way of Promotion”.
38. ↑  “넥슨 메이플스토리, PC방 이용률 3위…“20주년 효과 쏠쏠하네””. 디지털데일리. 2023년 5월 1일.
39. ↑  이소라 (2023년 10월 18일). “롤드컵 효과? 리그 오브 레전드, PC방 점유율 40% 회복”. 《테크엠》.